# 国際連合安全保障理事会決議の一覧 (2001-2100)
| 決議 | 日付           | 投票        | 備考                                                                                       | 文書リンク                                            |
| --- | -------------- | ----------- | ------------------------------------------------------------------------------------------ | ----------------------------------------------------- |
| 2011年安全保障理事会理事国 · 中国 フランス ロシア イギリス アメリカ合衆国 · ボスニア・ヘルツェゴビナ ブラジル コロンビア ドイツ ガボン インド レバノン ナイジェリア ポルトガル 南アフリカ共和国 |                |             |                                                                                            |                                                       |
| 2001 | 2011年7月28日  | 全会一致    | 国際連合イラク支援ミッションの活動期限延長                                                 | 原文 ウィキソース(英語)                               |
| 2002 | 2011年7月29日  | 全会一致    | エリトリアとソマリアへの制裁措置に関して                                                   | 原文 日本語訳 ウィキソース(英語)                      |
| 2003 | 2011年7月29日  | 全会一致    | 国際連合アフリカ連合ダルフール派遣団の活動期限延長                                         | 原文 日本語訳 ウィキソース(英語)                      |
| 2004 | 2011年8月30日  | 全会一致    | 国際連合レバノン暫定駐留軍の活動期限延長                                                   | 原文 ウィキソース(英語)                               |
| 2005 | 2011年9月14日  | 全会一致    | 国際連合シエラレオネ統合平和構築事務所の活動期限延長                                       | 原文 ウィキソース(英語)                               |
| 2006 | 2011年9月14日  | 全会一致    | ルワンダ国際戦犯法廷の検察官再任について                                                   | 原文 ウィキソース(英語)                               |
| 2007 | 2011年9月14日  | 全会一致    | 旧ユーゴスラビア国際戦犯法廷の検察官再任について                                           | 原文 ウィキソース(英語)                               |
| 2008 | 2011年9月16日  | 全会一致    | 国際連合リベリア・ミッションの活動期限延長                                                 | 原文 ウィキソース(英語)                               |
| 2009 | 2011年9月16日  | 全会一致    | 国際連合リビア支援団の設立について                                                         | 原文 日本語訳 ウィキソース(英語)                      |
| 2010 | 2011年9月30日  | 全会一致    | アフリカ連合ソマリア平和維持部隊の活動期限延長                                             | 原文 日本語訳 ウィキソース(英語)                      |
| 2011 | 2011年10月12日 | 全会一致    | 国際治安支援部隊の活動期限延長                                                             | 原文 ウィキソース(英語)                               |
| 2012 | 2011年10月14日 | 全会一致    | 国際連合ハイチ安定化ミッションの活動期限延長                                               | 原文 日本語訳 ウィキソース(英語)                      |
| 2013 | 2011年10月14日 | 全会一致    | ルワンダ国際戦犯法廷の判事が他の職務を一時兼任することを許可                               | 原文 ウィキソース(英語)                               |
| 2014 | 2011年10月21日 | 全会一致    | イエメン情勢について                                                                       | 原文 日本語訳 ウィキソース(英語)                      |
| 2015 | 2011年10月24日 | 全会一致    | ソマリアの海賊について                                                                     | 原文 ウィキソース(英語)                               |
| 2016 | 2011年10月27日 | 全会一致    | 決議1973に基づくリビアに対する軍事介入の終了                                               | 原文 日本語訳 ウィキソース(英語)                      |
| 2017 | 2011年10月31日 | 全会一致    | リビア国内での武器（特に携行型地対空ミサイル）拡散防止について                             | 原文 ウィキソース(英語)                               |
| 2018 | 2011年10月31日 | 全会一致    | ギニア湾の海賊について                                                                     | 原文 ウィキソース(英語)                               |
| 2019 | 2011年11月16日 | 全会一致    | ボスニア・ヘルツェゴビナにおける欧州連合部隊アルテアの活動期限延長                         | 原文 ウィキソース(英語)                               |
| 2020 | 2011年11月22日 | 全会一致    | ソマリアの海賊について                                                                     | 原文 ウィキソース(英語)                               |
| 2021 | 2011年11月29日 | 全会一致    | コンゴ民主共和国情勢、決議1533に基づき設置された専門家パネルの活動期限延期                 | 原文 ウィキソース(英語)                               |
| 2022 | 2011年12月2日  | 全会一致    | 国際連合リビア支援団の活動期限延長                                                         | 原文 ウィキソース(英語)                               |
| 2023 | 2011年12月5日  | 採択 13-0-2 | エリトリアに対する制裁について                                                             | 原文 ウィキソース(英語)                               |
| 2024 | 2011年12月14日 | 全会一致    | 国際連合アビエ暫定治安部隊の任務追加                                                       | 原文 ウィキソース(英語)                               |
| 2025 | 2011年12月14日 | 全会一致    | リベリア情勢、決議1903に基づき設置された専門家パネルの活動期限延期                         | 原文 ウィキソース(英語)                               |
| 2026 | 2011年12月14日 | 全会一致    | 国際連合キプロス平和維持軍の活動期限延長                                                   | 原文 ウィキソース(英語)                               |
| 2027 | 2011年12月20日 | 全会一致    | 国際連合ブルンジ事務所の活動期限延長                                                       | 原文 ウィキソース(英語)                               |
| 2028 | 2011年12月21日 | 全会一致    | 国際連合兵力引き離し監視軍の活動期限延期                                                   | 原文 ウィキソース(英語)                               |
| 2029 | 2011年12月21日 | 全会一致    | ルワンダ国際戦犯法廷の判事、臨時判事の任期延長                                             | 原文 ウィキソース(英語)                               |
| 2030 | 2011年12月21日 | 全会一致    | 国際連合ギニアビサウ統合平和構築支援事務所の活動期限延長                                   | 原文 ウィキソース(英語)                               |
| 2031 | 2011年12月21日 | 全会一致    | 国際連合中央アフリカ共和国統合平和構築事務所の活動期限延長                                 | 原文 ウィキソース(英語)                               |
| 2032 | 2011年12月22日 | 全会一致    | 国際連合アビエ暫定治安部隊の活動期限延長                                                   | 原文 ウィキソース(英語)                               |
| 2012年安全保障理事会理事国 · 中国 フランス ロシア イギリス アメリカ合衆国 · アゼルバイジャン コロンビア ドイツ グアテマラ インド モロッコ パキスタン ポルトガル 南アフリカ共和国 トーゴ         |                |             |                                                                                            |                                                       |
| 2033 | 2012年1月12日  | 全会一致    | アフリカの安全保障                                                                         | 原文 日本語訳 ウィキソース(英語)                      |
| 2034 | 2012年1月19日  | 全会一致    | 辞任により欠員となった国際司法裁判所判事を補充する選挙の期日決定                           | 原文 ウィキソース(英語)                               |
| 2035 | 2012年2月17日  | 全会一致    | ダルフール情勢、決議1590に基づき設置された専門家パネルの活動期限延期                       | 原文 ウィキソース(英語)                               |
| 2036 | 2012年2月22日  | 全会一致    | アフリカ連合ソマリア・ミッションの任務拡大、人員拡充                                       | 原文 日本語訳 ウィキソース(英語)                      |
| 2037 | 2012年2月23日  | 全会一致    | 国際連合東ティモール統合ミッションの活動期限延期                                           | 原文 ウィキソース(英語)                               |
| 2038 | 2012年2月29日  | 全会一致    | ユーゴスラビア国際戦犯法廷の検察官任命について                                             | 原文 ウィキソース(英語)                               |
| 2039 | 2012年2月29日  | 全会一致    | ギニア湾の海賊について                                                                     | 原文 ウィキソース(英語)                               |
| 2040 | 2012年3月12日  | 全会一致    | 国際連合リビア支援団の活動期限延長                                                         | 原文 日本語訳 ウィキソース(英語)                      |
| 2041 | 2012年3月22日  | 全会一致    | 国際治安支援部隊の活動期限延長                                                             | 原文 ウィキソース(英語)                               |
| 2042 | 2012年4月14日  | 全会一致    | 国際連合シリア監視団の先遣隊派遣                                                           | 原文 日本語訳 ウィキソース(英語)                      |
| 2043 | 2012年4月21日  | 全会一致    | 国際連合シリア監視団の活動期限延長                                                         | 原文 日本語訳 ウィキソース(英語)                      |
| 2044 | 2012年4月24日  | 全会一致    | 国際連合西サハラ住民投票ミッションの活動期限延長                                           | 原文 ウィキソース(英語)                               |
| 2045 | 2012年4月26日  | 全会一致    | コートジボワールに対する制裁内容の更新                                                     | 原文 ウィキソース(英語)                               |
| 2046 | 2012年5月2日   | 全会一致    | スーダン、南スーダンの和平について                                                         | 原文 日本語訳 ウィキソース(英語)                      |
| 2047 | 2012年5月17日  | 全会一致    | 国際連合アビエ暫定治安部隊の活動期限延長                                                   | 原文 日本語訳 ウィキソース(英語)                      |
| 2048 | 2012年5月18日  | 全会一致    | ギニアビサウのクーデター首謀者らに対する制裁。制裁委員会の設置                             | 原文 日本語訳 ウィキソース(英語)                      |
| 2049 | 2012年6月7日   | 全会一致    | イランに対する制裁を監視する専門家パネルの活動期限延長                                     | 原文 ウィキソース(英語)                               |
| 2050 | 2012年6月12日  | 全会一致    | 北朝鮮に対する制裁を監視する専門家パネルの活動期限延長                                     | 原文 日本語訳 ウィキソース(英語)                      |
| 2051 | 2012年6月12日  | 全会一致    | イエメン情勢について                                                                       | 原文 日本語訳 ウィキソース(英語)                      |
| 2052 | 2012年6月27日  | 全会一致    | 当事者に対して国際連合兵力引き離し監視軍に協力するよう要請                                 | 原文 ウィキソース(英語)                               |
| 2053 | 2012年6月27日  | 全会一致    | 国際連合コンゴ民主共和国ミッションの活動期限延長                                           | 原文 ウィキソース(英語)                               |
| 2054 | 2012年6月29日  | 全会一致    | ルワンダ国際戦犯法廷の判事任期延長について                                                 | 原文 ウィキソース(英語)                               |
| 2055 | 2012年6月29日  | 全会一致    | 決議1977に基づき設立された専門家パネルの人員拡大について                                   | 原文 ウィキソース(英語)                               |
| 2056 | 2012年7月5日   | 全会一致    | マリの軍事クーデターについて、民政復帰を要請                                               | 原文 日本語訳 ウィキソース(英語)                      |
| 2057 | 2012年7月5日   | 全会一致    | 国際連合南スーダン派遣団の活動期限延長                                                     | 原文 ウィキソース(英語)                               |
| 2058 | 2012年7月19日  | 採択 13-0-2 | 国際連合キプロス平和維持軍の活動期限延長                                                   | 原文 日本語訳 ウィキソース(英語)                      |
| 2059 | 2012年7月20日  | 全会一致    | 国際連合シリア監視団の活動期限延長                                                         | 原文 日本語訳 ウィキソース(英語)                      |
| 2060 | 2012年7月25日  | 全会一致    | ソマリア情勢、決議1558に基づき設立された監視グループの活動期限延長                         | 原文 ウィキソース(英語)                               |
| 2061 | 2012年7月25日  | 全会一致    | 国際連合イラク支援ミッションの活動期限延長                                                 | 原文 ウィキソース(英語)                               |
| 2062 | 2012年7月26日  | 全会一致    | 国際連合コートジボワール活動の活動期限延長                                                 | 原文 ウィキソース(英語)                               |
| 2063 | 2012年7月31日  | 採択 14-0-1 | 国際連合アフリカ連合ダルフール派遣団の活動期限延長                                         | 原文 日本語訳 ウィキソース(英語)                      |
| 2064 | 2012年8月30日  | 全会一致    | 国際連合レバノン暫定駐留軍の活動期限延長                                                   | 原文 ウィキソース(英語)                               |
| 2065 | 2012年9月12日  | 全会一致    | 国際連合シエラレオネ統合平和構築事務所の活動期限延長                                       | 原文 ウィキソース(英語)                               |
| 2066 | 2012年9月17日  | 全会一致    | 国際連合リベリア・ミッションの活動期限延長                                                 | 原文 日本語訳 ウィキソース(英語)                      |
| 2067 | 2012年9月18日  | 全会一致    | ソマリアの和平について                                                                     | 原文 ウィキソース(英語)                               |
| 2068 | 2012年9月19日  | 採択 11-0-4 | 武力紛争が子供に与える影響について                                                         | 原文 日本語訳 ウィキソース(英語)                      |
| 2069 | 2012年10月9日  | 全会一致    | 国際治安支援部隊の活動期限延長                                                             | 原文 ウィキソース(英語)                               |
| 2070 | 2012年10月12日 | 全会一致    | 国際連合ハイチ安定化ミッションの活動期限延長                                               | 原文 ウィキソース(英語)                               |
| 2071 | 2012年10月12日 | 全会一致    | マリ北部の情勢について                                                                     | 原文 日本語訳 ウィキソース(英語)                      |
| 2072 | 2012年10月31日 | 全会一致    | アフリカ連合ソマリア平和維持部隊の活動期限延長                                             | 原文 ウィキソース(英語)                               |
| 2073 | 2012年11月7日  | 全会一致    | アフリカ連合ソマリア平和維持部隊の活動期限延長                                             | 原文 日本語訳 ウィキソース(英語)                      |
| 2074 | 2012年11月14日 | 全会一致    | ボスニア・ヘルツェゴビナにおける欧州連合部隊アルテアの活動期限延長                         | 原文 ウィキソース(英語)                               |
| 2075 | 2012年11月16日 | 全会一致    | 国際連合アビエ暫定治安部隊の活動期限延長                                                   | 原文 ウィキソース(英語)                               |
| 2076 | 2012年11月20日 | 全会一致    | コンゴ民主共和国情勢について                                                               | 原文 ウィキソース(英語)                               |
| 2077 | 2012年11月21日 | 全会一致    | ソマリアの海賊について                                                                     | 原文 ウィキソース(英語)                               |
| 2078 | 2012年11月28日 | 全会一致    | コンゴ民主共和国に対する追加制裁、決議1533に基づき設置された専門家パネルの活動期限延期     | 原文 ウィキソース(英語)                               |
| 2079 | 2012年12月12日 | 全会一致    | リベリア情勢、決議1903に基づき設置された専門家パネルの活動期限延期                         | 原文 ウィキソース(英語)                               |
| 2080 | 2012年12月12日 | 全会一致    | ルワンダ国際戦犯法廷の判事任期延長について                                                 | 原文 ウィキソース(英語)                               |
| 2081 | 2012年12月17日 | 採択 14-0-1 | 旧ユーゴスラビア国際戦犯法廷の判事任期延長について                                         | 原文 日本語訳 ウィキソース(英語)                      |
| 2082 | 2012年12月17日 | 全会一致    | テロリスト（ターリバーン）に対する制裁について                                             | 原文 ウィキソース(英語)                               |
| 2083 | 2012年12月17日 | 全会一致    | テロリスト（アルカーイダ）に対する制裁について                                             | 原文 ウィキソース(英語)                               |
| 2084 | 2012年12月19日 | 全会一致    | 当事者に対して国際連合兵力引き離し監視軍に協力するよう要請                                 | 原文 ウィキソース(英語)                               |
| 2085 | 2012年12月20日 | 全会一致    | アフリカ主導マリ国際支援ミッションの設立について                                           | 原文 日本語訳 ウィキソース(英語)                      |
| 2013年安全保障理事会理事国 中国 フランス ロシア イギリス アメリカ合衆国 アルゼンチン オーストラリア アゼルバイジャン グアテマラ 韓国 ルクセンブルク モロッコ パキスタン ルワンダ トーゴ         |                |             |                                                                                            |                                                       |
| 2086 | 2013年1月21日  | 全会一致    | 国際連合の平和維持活動について                                                             | 原文 日本語訳 ウィキソース(英語)                      |
| 2087 | 2013年1月22日  | 全会一致    | 北朝鮮の弾道ミサイル発射に対する追加制裁                                                   | 原文 日本語訳 ウィキソース(英語) ウィキソース日本語訳 |
| 2088 | 2013年1月24日  | 全会一致    | 国際連合中央アフリカ共和国統合平和構築事務所の活動期限延長                                 | 原文 ウィキソース(英語)                               |
| 2089 | 2013年1月24日  | 採択 14-0-1 | 国際連合キプロス平和維持軍の活動期限延長                                                   | 原文 日本語訳 ウィキソース(英語)                      |
| 2090 | 2013年2月13日  | 全会一致    | 国際連合ブルンジ事務所の活動期限延長                                                       | 原文 ウィキソース(英語)                               |
| 2091 | 2013年2月14日  | 全会一致    | 南スーダン情勢、決議1591に基づき設置された専門家パネルの活動期限延期                       | 原文 日本語訳 ウィキソース(英語)                      |
| 2092 | 2013年2月22日  | 全会一致    | 国際連合ギニアビサウ統合平和構築支援事務所の活動期限延長                                   | 原文 ウィキソース(英語)                               |
| 2093 | 2013年3月6日   | 全会一致    | アフリカ連合ソマリア・ミッションの活動期限延長                                             | 原文 日本語訳 ウィキソース(英語)                      |
| 2094 | 2013年3月7日   | 全会一致    | 北朝鮮の核実験に対する追加制裁                                                             | 原文 日本語訳 ウィキソース(英語) ウィキソース日本語訳 |
| 2095 | 2013年3月14日  | 全会一致    | 国際連合リビア支援団の活動期限延長                                                         | 原文 日本語訳 ウィキソース(英語)                      |
| 2096 | 2013年3月19日  | 全会一致    | 国連アフガニスタン支援ミッションの活動期限延期                                             | 原文 ウィキソース(英語)                               |
| 2097 | 2013年3月26日  | 全会一致    | 国際連合シエラレオネ統合平和構築事務所の活動期限延期                                       | 原文 日本語訳 ウィキソース(英語)                      |
| 2098 | 2013年3月28日  | 全会一致    | 国際連合コンゴ民主共和国ミッションの活動期限延長、武装勢力を無力化するための介入旅団を設置 | 原文 日本語訳 ウィキソース(英語)                      |
| 2099 | 2013年4月25日  | 全会一致    | 国際連合西サハラ住民投票ミッションの活動期限延長                                           | 原文 ウィキソース(英語)                               |
| 2100 | 2013年4月25日  | 全会一致    | 国際連合マリ多元統合安定化ミッションの設立について                                         | 原文 日本語訳 ウィキソース(英語)                      |